# Karl August Schlockwerder
Karl August Schlockwerder (auch: Schluckwerder; * 10. Juni 1741 in Löbau; † 7. April 1800 in Wittenberg) war ein deutscher Jurist und Bürgermeister von Wittenberg.

## Leben
Karl August Schlockwerder war der Sohn einstigen Kaufmanns in Löbau und späteren Erbherrn auf Rosenhain Christian Gotthardt Schlockwerder (~ 7. Februar 1708 in Löbau; † 12. September 1769 in Rosenhain bei Löbau) und dessen Frau Marie Sophie Borck (* in Dresden; † 4. Dezember 1781 in Löbau). Nach seiner am 13. Juni 1741 erfolgten Taufe, erhielt er im Jugendalter anfänglichen Privatunterricht. Dann besuchte er die Schule und das Gymnasium in seiner Geburtsstadt. Am 14. Juni 1761 begann Schlockwerder ein Studium der philosophischen und juristischen Wissenschaften an der Universität Leipzig. Am 10. Dezember 1765 wurde er hier zum Doktor der Rechte promoviert. Im Folgejahr nach seiner Promotion zog er nach Wittenberg, wo er am 17. April 1766 eine extraordinierte und am 6. August desselben Jahres eine ordentliche Ratsherrenstelle erhielt. An der Wittenberger Hochschule erwarb er sich am 30. April 1766 den akademischen Grad eines Magisters der Philosophie und am 20. September 1740 die Vorlesebefähigung für Hochschulen als Magister legens.
Im selben Jahr 1766 wurde er am 2. Oktober Advokat am sächsischen Hofgericht und am 9. Februar 1767 Advokat am Konsistorium in Wittenberg. Am 27. Mai 1771 wurde er Supernumerarbeisitzer der juristischen Fakultät der Universität Wittenberg und am 25. Juli 1787 ordentlicher Beisitzer der Juristenfakultät. Als solcher war er 1790 und 1795 Dekan der juristischen Fakultät der Leucorea. 1779 übernahm er die Stelle eines Vorstehers des Stadtkirchenvermögens und wurde im gleichen Jahr Ehrenmitglied der Leipziger Oekonomischen Gesellschaft. Am 12. Mai 1789 wurde er Stadtrichter in Wittenberg, übernahm am 19. November 1793 die Stelle des Bürgermeisters von Wittenberg und am 16. Dezember 1794 die Funktion des Stadtsyndikus Wittenbergs. Seine Sammlung von 335 Bänden an juristischen Dissertationen, hinterließ er dem Wittenberger Stadtrat, sowie ein Kapital von 100 Reichstalern, zur Steigerung derselben.

## Familie
Schlockwerder war zwei Mal verheiratet. Seine erste Ehe schloss er am 31. Januar 1769 in Wittenberg mit Rahel Margarethe Clement (* 11. Januar, ~ 13. Januar 1744 in Wittenberg; † 27. Februar 1796 ebd.), die Tochter des Wittenberger Hofgerichtsprotonotars und Advokaten am Konsistorium Dr. jur. Johann Friedrich Clement und der Johanna Sophia Wichmannshausen (* 22. März 1712 in Wittenberg; † 18. November 1757 in Wittenberg). Aus der Ehe stammen fünf Söhne und drei Töchter. Seine zweite Gattin wurde am 31. Januar 1798 in Wittenberg die Kaufmannstochter Carolina Dorothea Wunder (* Plauen). Von seinen Kindern kennt man:
1. Tochter N.N. Schlockwerder (* und † 15. November 1769 in Wittenberg)
2. Karl August Schlockwerder (* 23. März, ~ 24. März 1771 in Wittenberg; † 26. März 1862 ebd.) 1793 Lizentiat der Rechte Uni. Wittenberg, Advokat am Hofgericht, Justizkommissar und Ratsherr in Wittenberg, ⚭ 7. August 1800 in Wittenberg Caroline Friedericke Marckwordt, Tochter des kurfürstlich sächsischen Accisekommissars in Wittenberg Johann Karl Markwordt und der Caroline Concordia Frosch
3. Tochter Wilhelmina Sophia Schlockwerder (* 27. Mai, ~ 29. Mai 1772 in Wittenberg) ⚭ Mag. phil. u. Dr. jur. Heinrich Christoph Kirsch (* Dresden)
4. Tochter Maria Amalia Schlockwerder (* 20. Oktober, ~ 22. Oktober 1773; † 14. August 1858 in Schweidnitz/Elster) ⚭ 24. November 1794 in Wittenberg mit dem königlich sächsischen Finanzkommissar in Schweidnitz Carl August Eckhardt (* 13. Juli 1764 in Schweidnitz/Elster; † 17. November 1834 ebd.)
5. Sohn Friedrich Rudolph Schlockwerder (* 6. Juni 1775 in Wittenberg; † 12. Mai 1813 ebd.) Handlungsdiener in Wittenberg
6. Sohn Friedrich August Schlockwerder (* 8. August, ~ 9. August 1776 in Wittenberg), wurde Ökonom
7. Sohn Karl Wilhelm Schlockwerder (* 4. Mai, ~ 6. Mai 1778 in Wittenberg), Kaufmann in Hamburg
8. Tochter Ernestine Dorothea Rahel Schlockwerder (* & ~ 30. Juli 1780 in Wittenberg) ⚭ 11. November 1802 in Schweidnitz/Elster mit dem kurfürstlich sächsischen Rentverwalter und Advokat in Zörbig Gottlieb August Kersten
9. Sohn Karl Ferdinand Schlockwerder (* 24. Oktober, ~ 25. Oktober 1783 in Wittenberg; † 22. Januar, □ 25. Januar 1820 in Gräfenhainichen), Finanzbeamter in Gräfenhainichen, ⚭ Henriette Philippine Richter (* ± 1792), die Tochter des Amtssteuereinnehmers  und Landschaftsschreibers  in Schweidnitz/Elster Johann David Siegfried Richter, Sie ⚭ II. am 27. April 1824 in Schweidnitz/Elster mit dem königlich sächsischen Kreissteuerrevisor und Amtssteuereinnehmer in Annaburg, Lichtenburg und Schweidnitz/Elster Christian Wilhelm Gottlieb Triebel

## Werke
- Specimen Continens Capvt Ivris Controversvm De Tvtore Aneclogisto Hodie Ad Rationes Reddendas Obligato. Präses: Christian Heinrich Breuning. Leipzig, 1764, (Digitalisat)
- De lege Villia annali magistratuum Romanorum. Präses: August Friedrich Schott. Leipzig, 1765, (Digitalisat)
- Observationes Juris Romani atque Germanici in doctrina de servis praeprimis eorum definitione. Leipzig, 1756, (Digitalisat)
- Progr. An et quatenus jus retentionis in retractu ob meliorationes fundi, locum sibi vindicat. Wittenberg, 1790